# Sinarachna anomala
Sinarachna anomala är en stekelart som först beskrevs av Holmgren 1860.  Sinarachna anomala ingår i släktet Sinarachna, och familjen brokparasitsteklar. Arten är reproducerande i Sverige.